# Kościół Pana Jezusa Dobrego Pasterza w Krakowie (1923–1971)
Kościół Pana Jezusa Dobrego Pasterza – drewniany kościół w Prądniku Czerwonym (od 1941 r. w granicach Krakowa) wybudowany w 1923, rozebrany w 1971 roku.

## Historia
Kościół zbudowany został przez mieszkańców Prądnika w 1923 roku, staraniem ks. Józefa Mazurka. Była to drewniana świątynia, konstrukcji zrębowej, trójnawowa, z wieżą krytą gontowym hełmem. Ołtarz pochodził z Woli Justowskiej. W 1926 roku w ołtarzu umieszczono obraz Dobrego Pasterza. W 1934 roku obok kościoła postawiono grotę z figurą Matki Boskiej Różańcowej. W 1945 roku w kościele postawiono nowe organy. W 1955 roku sprowadzono nowy ołtarz główny z kościoła św. Krzyża, oraz kopię obrazu Matki Boskiej Częstochowskiej. 
W 1966 roku kościół zaczął grozić zawaleniem. Ściany wzmocniono konstrukcją ciesielską, ale ostatecznie postanowiono o rozbiórce drewnianej świątyni i budowie nowej. Kościół został rozebrany w 1971 roku; jego miejsce zajął nowy kościół pod tym samym wezwaniem. Po kościele pozostawiono dzwonnicę, która jednak spłonęła w 1993 roku.